# Comuna de Szumowo
Szumowo (polaco: Gmina Szumowo) é uma gminy (comuna) na Polónia, na voivodia de Podláquia e no condado de Zambrowski. A sede do condado é a cidade de Szumowo.
De acordo com os censos de 2004, a comuna tem 4876 habitantes, com uma densidade 34,5 hab/km².

## Área
Estende-se por uma área de 141,15 km², incluindo:
- área agrícola: 70%
- área florestal: 24%

## Demografia
Dados de 30 de Junho 2004:
|                      | Total   | Total | Mulheres | Mulheres | Homens  | Homens |
| -------------------- | ------- | ----- | -------- | -------- | ------- | ------ |
|                      | pessoas | %     | pessoas  | %        | pessoas | %      |
| População            | 4876    | 100   | 2402     | 49,3     | 2474    | 50,7   |
| Densidade (pop./km²) | 34,5    | 100   | 17       | 17       | 17,5    | 17,5   |

De acordo com dados de 2002, o rendimento médio per capita ascendia a 1476,01 zł.

## Subdivisões
- Głębocz Wielki, Kaczynek, Kalinowo, Krajewo-Budziły, Łętownica, Ostrożne, Paproć Duża, Paproć Mała, Pęchratka Polska, Radwany-Zaorze, Rynołty, Srebrna, Srebrny Borek, Stryjki, Szumowo, Wyszomierz Wielki, Zaręby-Jartuzy, Żabikowo Prywatne, Żabikowo Rządowe.

## Comunas vizinhas
- Andrzejewo, Ostrów Mazowiecka, Stary Lubotyń, Śniadowo, Zambrów